# Lucius Pomponius Bassus Cascus Scribonianus
Lucius Pomponius Bassus Cascus Scribonianus (fl. 138-143) était un homme politique de l'Empire romain.

## Biographie
Fils de Lucius Pomponius Bassus et de sa femme Volusia Torquata. Il est probablement le frère de Caius Pomponius Camerinus, consul en 138. 
Il fut consul suffect à une date inconnue entre 138 et 143.
Il fut le père de Pomponia Plotina, femme d'un Terentius, fils d'un Decimus Terentius et petit-fils paternel de Decimus Terentius Gentianus, les parents de Gaius Pomponius Bassus Terentianus.